# أيومي هارا
أيومي هارا (原 歩) (مواليد 21 فبراير 1979)، هي لاعبة كرة قدم كانت تلعب كلاعب وسط. ولعبت مع منتخب اليابان لكرة القدم للسيدات.

## وصلات خارجية
- أيومي هارا على موقع الاتحاد الدولي (مؤرشف)  (الإنجليزية)
- أيومي هارا على موقع قاعدة بيانات كرة القدم.إي يو (الإنجليزية)
- أيومي هارا على موقع Soccerway.com (الإنجليزية)
- أيومي هارا على موقع عالم كرة القدم.نت (الإنجليزية)
- أيومي هارا على موقع اللجنة الأولمبية الدولية (الإنجليزية)
- أيومي هارا على موقع أوليمبيديا (الإنجليزية)